# Sœurs de Sainte Gemma Galgani
Les Sœurs de Sainte Gemma Galgani (en latin : Congregatio Missionariae Sororum Sanctae Gemmae Galgani) est une congrégation religieuse féminine missionnaire et socio-éducatives de droit pontifical.

## Histoire
En septembre 1900, sainte Gemma Galgani (1878-1903) est accueillie par la famille Giannini où elle reste jusqu'à sa mort. Euphémie, une des filles de cette famille, entre le 21 novembre 1905 chez les moniales passionistes et prend le nom de sœur Gemma Madeleine de Jésus. Elle quitte le monastère le 16 novembre 1938 dans le but de fonder un nouvel institut selon la règle de saint Paul de la Croix pour se dédier aux œuvres de charité et garder les lieux où sainte Gemma a vécu.
Elle fonde les missionnaires passionistes le 4 mai 1939 à Borgonovo di Camigliano, lieu de naissance de Gemma Galgani, avec le soutien des missionnaires xavériens. La communauté est érigée en congrégation diocésaine le 26 octobre 1964 par Pietro Zuccarino, évêque de Bobbio. Les sœurs se répandent en Suisse puis au Zaïre en 1966 où elles soutiennent les missionnaires xavériens.
L'institut est affilié à la congrégation de la Passion de Jésus-Christ en 1973 et reçoit l'approbation pontificale le 15 août 1982.

## Activités et diffusion
Les sœurs se consacrent à la garde de lieux liés à sainte Gemma Galgani, au service des missions et à d'autres activités socio-éducatives.
Elles sont présentes en :
- Europe : Italie[4].
- Afrique : Côte d'Ivoire[5], République démocratique du Congo[6].

La maison-mère est à Camigliano di Capannori.
En 2017, la congrégation comptait 31 sœurs dans 9 maisons.